# Petenera
Petenera – melancholijna, sentymentalna pieśń wykonywana zawsze z towarzyszeniem akompaniamentu na gitarze; pieśni tej towarzyszy zwykle taniec. Stanowi jeden z najbardziej podstawowych stylów (tzw. palos) muzyki flamenco. Wykonywana jest w 12-miarowym metrum z mocnymi bitami położonymi w następujący sposób: [1][2][3][4][5][6][7][8][9][10][11][12] – układ ten jest identyczny jak układ XVI-wiecznych tańców hiszpańskich: sarabandy i jácary.
Liryka petenery dzieli się na 4-wersowe strofy.
Jest uważana za bardzo stary styl pieśni; wymieniana była już przez pisarza Serafina Estébaneza Calderóna w jego pracach pochodzących z połowy XIX wieku. Hipotezę o długim rodowodzie potwierdza zastosowanie starego rytmu sarabandy. Istnieje kilka teorii co do pochodzenia petenery, jednak nie ma wystarczających dowodów na potwierdzenie którejkolwiek z nich.
Według jednej z legend jej nazwa miałaby pochodzić od śpiewaczki zwanej "La Petenera" (co dosłownie oznacza kobietę urodzoną w miasteczku Paterna de Rivera, położonym w hiszpańskiej prowincji Kadyks). Miała ona być uwodzicielką mężczyzn, która następnie doprowadzała ich do zatraty, zguby i potępienia.
Hiszpański poeta Federico García Lorca poświęcił pieśniom z tego gatunku rozdział pt. Obraz Petenery (hiszp. Gráfico de la Petenera) w tomiku wierszy Liryka pieśni głębokiej (hiszp. Poema del cante jondo). Wiersze te były śpiewane z akompaniamentem pianina przy współudziale tancerki argentyńskiej zwanej La Argentinita (prawdziwe nazwisko: Encarnación López Julvez) i zachowały się w archiwalnych nagraniach pochodzących z początku lat 30. XX wieku.